# Constância (Portugal)
Constância é uma vila portuguesa pertencente ao Distrito de Santarém, na antiga província do Ribatejo, integrando atualmente a região do Oeste e Vale do Tejo e a NUT3 do Médio Tejo, com cerca de 900 habitantes.
É sede do pequeno Município de Constância com 80,37 km² de área e 3.958 habitantes (2023), subdividido em 3 freguesias. O município é limitado a norte, leste e sul pelo município de Abrantes e a oeste por Vila Nova da Barquinha e pela Chamusca. O município de Constância faz parte da Comunidade Intermunicipal do Médio Tejo.

## Toponímia
O nome de Constância só foi adquirido oficialmente em 1836, por intermédio da rainha D. Maria II, que lhe mudou o nome devido ao apoio que a população lhe tinha dado e à sua insistência para mudar o seu antigo nome de Punhete, que provavelmente se referia a designação dos romanos, Pugna Tagi, luta do Tejo . Além disso, o topónimo sugeria obscenidade, pois é muito semelhante a uma palavra da gíria sexual, o que levava a escárnio por parte dos habitantes de localidades vizinhas.

## Freguesias

Freguesias do município de Constância.

O município de Constância está dividido em 3 freguesias:
- Constância
- Montalvo
- Santa Margarida da Coutada

## Equipamentos
- Biblioteca Municipal Alexandre O'Neill - Alberga, por doação do próprio escritor, parte do seu espólio. Ali, pode-se ler os livros que pertenceram a O'Neill, muitos deles com anotações suas ou dedicatórias dos autores.[13]
- Centro Ciência Viva de Constância
- Casa-Memória de Camões
- Jardim-Horto de Camões

## Turismo e cultura
Constância (então, designada pelo nome de Punhete) é conhecida por ter sido local de residência do poeta Luís de Camões, que aqui escreveu alguns dos seus poemas líricos, por ocasião do seu desterro no Ribatejo (possivelmente entre 1546 ou 1547).
- Praia fluvial de Constância

Situada junto à confluência do rio Zêzere com o Tejo, é o local preferido durante os calores abrasadores do verão. Tem um pequeno areal, zona de piqueniques e um bar.

## Património
- Pelourinho
- Igreja da Misericórdia de Constância
- Igreja Matriz de Constância

## Gastronomia
Em Constância, destacam-se os seguintes pratos tradicionais: lampreia à bordalesa, suor de barbo, fritada mista de escabeche e sopas de pão com aroma de bord'água. Já na doçaria tradicional constanciensea destaca-se os Queijinhos do Céu. 

## Geminações
A vila de Constância é geminada com as cidades seguintes :
- Fondettes, Indre-et-Loire, França
- Naurod-Wiesbaden, Hesse, Alemanha

## Evolução da população do município
★ Os Recenseamentos Gerais da população portuguesa, regendo-se pelas orientações do Congresso Internacional de Estatística de Bruxelas de 1853, tiveram lugar a partir de 1864, encontrando-se disponíveis para consulta no site do Instituto Nacional de Estatística (INE). 
| População do município de Constância *   | População do município de Constância * | População do município de Constância * | População do município de Constância * | População do município de Constância * | População do município de Constância * | População do município de Constância * | População do município de Constância * | População do município de Constância * | População do município de Constância * | População do município de Constância * | População do município de Constância * | População do município de Constância * | População do município de Constância * | População do município de Constância * | População do município de Constância * |
| ---------------------------------------- | -------------------------------------- | -------------------------------------- | -------------------------------------- | -------------------------------------- | -------------------------------------- | -------------------------------------- | -------------------------------------- | -------------------------------------- | -------------------------------------- | -------------------------------------- | -------------------------------------- | -------------------------------------- | -------------------------------------- | -------------------------------------- | -------------------------------------- |
| 1864                                     | 1878                                   | 1890                                   | 1900                                   | 1911                                   | 1920                                   | 1930                                   | 1940                                   | 1950                                   | 1960                                   | 1970                                   | 1981                                   | 1991                                   | 2001                                   | 2011                                   | 2021                                   |
| 2960                                     | 2904                                   | 2952                                   | 3034                                   | 3214                                   | 3067                                   | 3248                                   | 3466                                   | 3521                                   | 4077                                   | 3532                                   | 3949                                   | 4170                                   | 3815                                   | 4056                                   | 3798                                   |
| Número de habitantes por grupo etário ** |                                        |                                        |                                        |                                        |                                        |                                        |                                        |                                        |                                        |                                        |                                        |                                        |                                        |                                        |                                        |
|                                          |                                        |                                        | 1900                                   | 1911                                   | 1920                                   | 1930                                   | 1940                                   | 1950                                   | 1960                                   | 1970                                   | 1981                                   | 1991                                   | 2001                                   | 2011                                   | 2021                                   |
| 0-14 Anos                                | 0-14 Anos                              | 0-14 Anos                              | 958                                    | 1014                                   | 924                                    | 977                                    | 1036                                   | 953                                    | 1078                                   | 1000                                   | 915                                    | 799                                    | 541                                    | 619                                    | 470                                    |
| 15-24 Anos                               | 15-24 Anos                             | 15-24 Anos                             | 495                                    | 756                                    | 420                                    | 553                                    | 570                                    | 585                                    | 639                                    | 485                                    | 617                                    | 623                                    | 479                                    | 364                                    | 387                                    |
| 25-64 Anos                               | 25-64 Anos                             | 25-64 Anos                             | 1 281                                  | 1 344                                  | 1 259                                  | 1 443                                  | 1 471                                  | 1 601                                  | 1 946                                  | 1 675                                  | 1 876                                  | 2 100                                  | 2 054                                  | 2 204                                  | 1 953                                  |
| = ou > 65 Anos                           | = ou > 65 Anos                         | = ou > 65 Anos                         | 215                                    | 289                                    | 226                                    | 296                                    | 330                                    | 380                                    | 414                                    | 470                                    | 541                                    | 648                                    | 741                                    | 869                                    | 988                                    |

- Número de "habitantes residentes", ou seja, os que tinham a residência oficial neste município à data em que os censos  se realizaram

- - De 1900 a 1950 os dados referem-se à população "de facto", ou seja, que estava presente no município à data em que os censos se realizaram. Daí que se registem algumas diferenças relativamente à designada "população residente"

O município de Constância registava no censo de 2011 um crescimento populacional na ordem dos 37% relativamente ao censo de 1864, tendo passado de 2960 para 4056 habitantes. Em termos quantitativos, tal crescimento traduz-se numa média de 7,5 habitantes/ano. Ao longo destes últimos 150 anos, as alterações não são, por isso, muito significativas. Realce-se a quebra populacional de cerca de 5% registada no concelho durante o decénio de 1910/20, em resultado da 1.ª Grande Guerra e da peste pneumónica, que afectou principalmente a freguesia de Constância (-20%); o aumento de cerca de 16% verificado no decénio de 1950/60 resultante da criação do campo militar de Santa Margarida (+22%); a nova quebra populacional registada no decénio de 1950/60, como consequência das guerras coloniais e da emigração, com especiais reflexos na freguesia de Santa Margarida (-24%).
Comparando os resultados dos censos de 1864 e 1878 com os de 2001 e 2011, tornam-se visíveis as profundas alterações verificadas na estrutura etária da população do concelho de Constância, muito semelhantes às verificadas no resto do País. Nos finais do século XIX, a inexistência de meios de controlo de natalidade e a falta de cuidados de saúde traduziam-se numa elevada taxa de natalidade e numa baixa esperança de vida. Cerca de metade da população tinha menos de 25 anos de idade. A percentagem de idosos com 66 ou mais anos rondava os 5%. Em todo o concelho, viviam 50 pessoas com mais de 75 anos (16 homens e 34 mulheres).  Nos princípios do século XXI as condições de vida são muito diferentes. O controlo de natalidade é mais efectivo e o número diminui significativamente. A percentagem dos jovens até aos 24 anos ronda os 25% relativamente à totalidade da população, ao mesmo tempo que o número de idosos aumenta significativamente, quer em termos quantitativos (de 176 para 859) quer percentuais (de 6 para 21%). Com mais de 75 anos, foram recenseados 436 habitantes, dos quais 161 eram homens.

## Política

### Eleições autárquicas[19]
| Data | %     | V     | %       | V       | %            | V            | %              | V       | %              | V      | %              | V       | %    | V   | %              | V   | %  | V  | Participação |                |
| Data | PS    | PS    | PPD/PSD | PPD/PSD | FEPU/APU/CDU | FEPU/APU/CDU | CDS-PP         | CDS-PP  | PRD            | PRD    | PSD-CDS        | PSD-CDS | MPT  | MPT | GCE            | GCE | CH | CH | Participação |                |
| ---- | ----- | ----- | ------- | ------- | ------------ | ------------ | -------------- | ------- | -------------- | ------ | -------------- | ------- | ---- | --- | -------------- | --- | -- | -- | ------------ | -------------- |
| Data | 1976  | 61,03 | 4       | 15,41   | 1            | 14,25        | -              |         |                |        |                |         |      |     |                |     |    |    |              | 36,79 / 100,00 |
| 1979 | 22,82 | 1     | 34,90   | 2       | 17,08        | 1            | 20,40          | 1       | 69,94 / 100,00 |        |                |         |      |     |                |     |    |    |              |                |
| 1982 | 29,41 | 2     | 41,41   | 2       | 23,17        | 1            |                |         | 68,04 / 100,00 |        |                |         |      |     |                |     |    |    |              |                |
| 1985 | 21,80 | 1     | 30,38   | 2       | 39,10        | 2            | 5,27           | -       | 70,06 / 100,00 |        |                |         |      |     |                |     |    |    |              |                |
| 1989 | 14,92 | -     | 17,58   | 1       | 64,45        | 4            |                |         | 73,04 / 100,00 |        |                |         |      |     |                |     |    |    |              |                |
| 1993 | 11,82 | -     | 15,30   | 1       | 68,96        | 4            | 75,43 / 100,00 |         |                |        |                |         |      |     |                |     |    |    |              |                |
| 1997 | 19,75 | 1     | 8,56    | -       | 68,28        | 4            | 76,37 / 100,00 |         |                |        |                |         |      |     |                |     |    |    |              |                |
| 2001 | 26,37 | 1     | 5,86    | -       | 61,32        | 4            | 1,61           | -       | 72,78 / 100,00 |        |                |         |      |     |                |     |    |    |              |                |
| 2005 | 26,04 | 1     | CDS-PP  | CDS-PP  | 64,33        | 4            | PPD/PSD        | PPD/PSD | 5,67           | -      | 74,40 / 100,00 |         |      |     |                |     |    |    |              |                |
| 2009 | 36,25 | 2     | 10,94   | -       | 48,09        | 3            | 1,60           | -       |                |        | 73,44 / 100,00 |         |      |     |                |     |    |    |              |                |
| 2013 | 37,97 | 2     | 3,38    | -       | 45,57        | 3            | 8,86           | -       | CDS-PP         | CDS-PP | 67,89 / 100,00 |         |      |     |                |     |    |    |              |                |
| 2017 | 53,16 | 3     | CDS-PP  | CDS-PP  | 30,46        | 2            | PPD/PSD        | PPD/PSD | 5,42           | -      |                |         | 7,47 | -   | 72,28 / 100,00 |     |    |    |              |                |
| 2021 | 58,71 | 4     | 2,90    | -       | 28,21        | 1            | 2,64           | -       |                |        |                |         | 3,68 | -   | 69,52 / 100,00 |     |    |    |              |                |

### Eleições legislativas
| Data | %     | %     | %     | %     | %     | %     | %        | %     | %     | %     | %    | %   | %       | % | %  | %  |
| Data | PS    | PSD   | PCP   | CDS   | UDP   | AD    | APU/ CDU | FRS   | PRD   | PSN   | BE   | PAN | PSD CDS | L | CH | IL |
| ---- | ----- | ----- | ----- | ----- | ----- | ----- | -------- | ----- | ----- | ----- | ---- | --- | ------- | - | -- | -- |
| 1976 | 55,59 | 11,21 | 10,96 | 7,44  | 2,51  |       |          |       |       |       |      |     |         |   |    |    |
| 1979 | 37,20 | AD    | APU   | AD    | 4,09  | 29,57 | 20,37    |       |       |       |      |     |         |   |    |    |
| 1980 | FRS   | AD    | APU   | AD    | 1,32  | 28,02 | 13,97    | 46,81 |       |       |      |     |         |   |    |    |
| 1983 | 52,44 | 13,93 | APU   | 6,49  | 1,08  |       | 18,78    |       |       |       |      |     |         |   |    |    |
| 1985 | 26,09 | 18,08 | APU   | 3,49  | 1,56  | 13,76 | 30,94    |       |       |       |      |     |         |   |    |    |
| 1987 | 28,24 | 40,72 | CDU   | 3,06  | 1,27  | 10,25 | 8,98     |       |       |       |      |     |         |   |    |    |
| 1991 | 37,83 | 37,25 | CDU   | 3,11  |       | 9,79  | 1,70     | 4,27  |       |       |      |     |         |   |    |    |
| 1995 | 58,86 | 19,66 | CDU   | 7,37  | 0,83  | 9,23  |          | 0,46  |       |       |      |     |         |   |    |    |
| 1999 | 57,85 | 17,66 | CDU   | 5,92  |       | 12,47 | 0,46     | 0,91  |       |       |      |     |         |   |    |    |
| 2002 | 50,00 | 23,45 | CDU   | 7,80  | 11,70 |       | 1,88     |       |       |       |      |     |         |   |    |    |
| 2005 | 59,57 | 13,81 | CDU   | 4,65  | 10,33 | 6,73  |          |       |       |       |      |     |         |   |    |    |
| 2009 | 39,41 | 17,08 | CDU   | 8,50  | 14,83 | 12,46 |          |       |       |       |      |     |         |   |    |    |
| 2011 | 30,93 | 26,66 | CDU   | 13,40 | 13,49 | 4,63  | 1,14     |       |       |       |      |     |         |   |    |    |
| 2015 | 39,83 | CDS   | CDU   | PSD   | 13,15 | 12,83 | 1,01     | 22,18 | 0,69  |       |      |     |         |   |    |    |
| 2019 | 44,94 | 13,07 | CDU   | 3,70  | 11,20 | 9,67  | 2,66     |       | 1,28  | 3,31  | 0,30 |     |         |   |    |    |
| 2022 | 45,50 | 15,48 | CDU   | 1,99  | 9,99  | 3,46  | 1,37     | 1,04  | 14,77 | 3,17  |      |     |         |   |    |    |
| 2024 | 31,63 | AD    | CDU   | AD    | 17,00 | 7,19  | 3,91     | 2,41  | 1,91  | 27,76 | 3,24 |     |         |   |    |    |